# Dorcadion globithorax
Dorcadion globithorax är en skalbaggsart som beskrevs av Jakovlev 1895. Dorcadion globithorax ingår i släktet Dorcadion och familjen långhorningar.
Artens utbredningsområde är Kazakstan. Inga underarter finns listade i Catalogue of Life.